# Imanta (1926)
Imanta – łotewski trałowiec z lat 20. XX wieku, druga zbudowana jednostka typu Viesturs. Zwodowany 11 sierpnia 1926 roku we francuskiej stoczni Chantiers et Ateliers Augustin Normand w Hawrze, został przyjęty do służby w marynarce łotewskiej pod koniec 1926 roku. W wyniku aneksji Łotwy przez ZSRR jednostka została w sierpniu 1940 roku włączona do Floty Bałtyckiej początkowo pod tą samą nazwą, zmienioną następnie na oznaczenie T-299. Po agresji Niemiec na ZSRR okręt zatonął na minie 1 lipca 1941 roku.

## Projekt i budowa
Trałowce typu Viesturs zostały zamówione przez rząd Łotwy we Francji. Zawarty w październiku 1924 roku kontrakt opiewał na 1,5 mln łatów. Stworzony specjalnie na zamówienie projekt okrętów bazował na kadłubach holowników  .
„Imanta” został zbudowany w stoczni Chantiers et Ateliers Augustin Normand w Hawrze. Stępkę okrętu położono wiosną 1926 roku  , a zwodowany został 11 sierpnia 1926 roku .

## Dane taktyczno-techniczne
„Imanta” był trałowcem o długości całkowitej 48,9 metra (46 metrów między pionami), szerokości 6,5 metra i zanurzeniu 1,5 metra (maksymalnie 1,8 metra) . Wyporność standardowa wynosiła 265 ton, a pełna 310 ton . Siłownię jednostki stanowiły dwie pionowe maszyny parowe potrójnego rozprężania o łącznej mocy 750 KM, do których parę dostarczały dwa kotły Normand . Prędkość maksymalna napędzanego dwiema śrubami okrętu wynosiła 14 węzłów . Zapas paliwa płynnego wynosił 30 ton. Zasięg wynosił 1100 Mm przy prędkości 11 węzłów .
Uzbrojenie artyleryjskie stanowiło pojedyncze działo przeciwlotnicze kalibru 75 mm M1925 L/35 oraz cztery karabiny maszynowe . Wyposażenie trałowe stanowił trał mechaniczny, a na pokład można było zabrać 30 min  .
Załoga okrętu składała się z 39 oficerów, podoficerów i marynarzy .

## Służba
„Imanta” został przyjęty do służby w marynarce łotewskiej pod koniec 1926 roku  . Koniec służby nastąpił w sierpniu 1940 roku w wyniku aneksji Łotwy przez ZSRR  . Jednostka została 19 sierpnia 1940 roku bez zmiany nazwy włączona do Floty Bałtyckiej  . W październiku 1940 roku okręt otrzymał oznaczenie T-299 . 1 lipca 1941 roku, po agresji Niemiec na ZSRR, jednostka weszła na minę na zachód od Saremy i zatonęła .